# Уткин, Евгений Дмитриевич
Евгений Дмитриевич Уткин (1924—1945) — лейтенант Рабоче-крестьянской Красной Армии, участник Великой Отечественной войны, Герой Советского Союза (1945).

## Биография

### Ранние годы
Родился в 1924 году в селе Андреевка ныне Жуалынского района Жамбылской области Казахстана.
Работал токарем мастерской хлопководческого совхоза имени «Пятилетия Узбекской ССР» Галабинского района Ташкентской области.
20 октября 1942 года призван в армию Нижне-Чирчикский РВК, Узбекская ССР, Ташкентская область, Нижне-Чирчикский район. Попал он в Харьковское танковое училище, которое дислоцировалось в Ташкенте.
В ноябре 1943 года Евгений Уткин окончил училище и в звании младшего лейтенанта прибыл в 93-ю танковую бригаду на Правобережную Украину.

### Участие в Великой Отечественной войне
Первое боевое крещение получил 26 декабря 1943 года в боях за Житомир. После освобождения города их бригада получила тогда почётное наименование «Житомирской», а командир «тридцатьчетверки» младший лейтенант Уткин — первую благодарность от Верховного Главнокомандования.
Весь 1944 год танкист Уткин провёл в боях, был отмечен орденами Красного Знамени (1.2.1945) и Красной Звезды (15.8.1944). Он громил врага на Львовщине, сражался на Сандомирском плацдарме. Летом ему присвоили звание лейтенанта. В одном из боёв он получил тяжелое ранение, но, не дожидаясь полного выздоровления, вернулся в строй. В конце года его, как опытного офицера, выдвинули на должность командира танковой роты.
В январе 1945 года после прорыва обороны противника в бой были введены танкисты. Преследуя противника, они совершали в сутки многокилометровые броски. Танковая рота лейтенанта Уткина шла в авангарде бригады. Наступая в голове главных сил бригады, 17 января 1945 года первым ворвался в город Сулеюв (Польша) — важный опорный пункт обороны врага.

### Подвиг
31 января 1945 года танковая рота 93-й танковой бригады 4-й танковой армии 1-го Украинского фронта под командованием лейтенанта Уткина отражала вражеские контратаки на Одерском плацдарме в районе населённого пункта Зофиенталь (ныне Здеславице (Zdziesławice) южнее города Гура). С начала наступления танкисты прошли с боями свыше 600 километров, и на всём этом пути командир роты чётко и оперативно руководил подчинёнными, подавал пример собственной доблестью.
На плацдарме враг бросил против наших подразделений две лучшие свои танковые дивизии — «Герман Геринг» и «Бранденбург», стремясь во что бы то ни стало сбросить советских воинов в Одер.
Геройски бились танкисты офицера Уткина. Только на плацдарме его рота уничтожила 8 вражеских танков, более 20 бронетранспортёров, несколько артиллерийских орудий и автомашин, много живой силы противника.
16 февраля противник предпринял против роты яростную контратаку превосходящими силами. Уткин смело повёл в бой свои танки. Гитлеровцы уже начали было отходить, но в этот момент на фланге роты Уткина внезапно появилась вражеская самоходка. Она ударила по машине командира роты, и лейтенант Уткин был убит, а другие члены экипажа ранены. Похоронен Герой в польском городе Сыцув.
Указом Президиума Верховного Совета СССР от 10 апреля 1945 года за образцовое выполнение заданий командования в борьбе против немецко-фашистских захватчиков и проявленные при этом мужество и героизм Евгению Дмитриевичу Уткину было присвоено звание Героя Советского Союза с вручением ордена Ленина и медали «Золотая Звезда».

## Награды
- Медаль «Золотая Звезда»;
- орден Ленина;
- орден Красного Знамени[3];
- орден Красной Звезды[4].

## Память
- Имя Героя высечено золотыми буквами в зале Славы Центрального музея Великой Отечественной войны в Парке Победы города Москва.
- На могиле Героя установлен надгробный памятник.
- Занесён навечно в списки Ташкентского высшего командного танкового ордена Ленина училища имени дважды Героя Советского Союза маршала бронетанковых войск П. С. Рыбалко.
- В совхозном посёлке, где он трудился до войны, Герою Советского Союза Евгению Уткину установлен памятник[1].
- Там же имя танкиста носят одна из улиц и местная школа.